# الحركة الاستعمارية الروسية

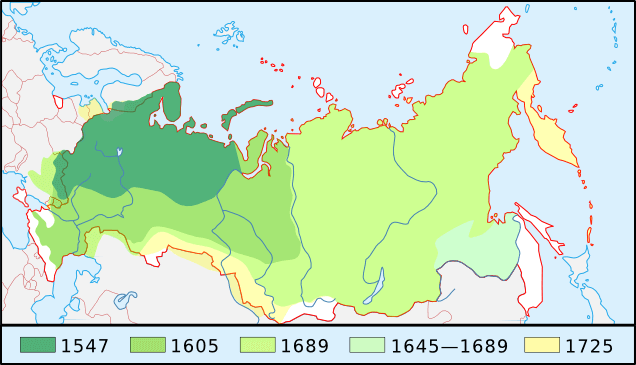

الحركة الاستعمارية الروسية  امتدت لتشمل المناطق التي تشكل الآن بولندا وأوكرانيا وبيلاروسيا وفنلندا ودول البلطيق وآسيا الوسطى وسيبيريا ومنطقة القوقاز. يمكن أن نقول أن الحركة تعود إلى بدايات الفتح في بلدية موسكو لجمهورية نوفغورود في 1478 واستعمارها لاحقا على يد مستوطنين من مسكوفي. على الرغم من أن الحركة الاستعمارية الروسية انتهت رسميا في عام 1991 مع الاستقلال السياسي من الجمهوريات السابقة، في الممارسة العملية العاصمة الروسية لا تزال تسيطر على تلك الأراضي، يمكن أن يقال انها تحافظ على علاقة استعمارية جديدة معهم، تماما كما الولايات المتحدة والبلدان الأوروبية ما زالت تتحكم في المستعمرات السابقة. المستوطنون الروس الذين وصلوا في العهد السوفياتي ما زالوا يميلون إلى الانتماء الثقافي والفكري إلى موسكو وروسيا، بدلا من الدول التي يعيشون فيها فالجمهوريات المستقلة حديثا، باستثناء دول البلطيق، لا تزال شديدة الترسو. أكثر من ذلك الكثير من المنتجات السمعية والبصرية الروسية مما تبرره الحصة المئوية من السكان الروس.

## السياسة الاستعمارية
في أواخر القرن 19، التصنيع، أصبح القوة الدافعة وراء السياسة الإمبراطورية، واستخراج الفحم وخام الحديد نما سريعا في مناطق مثل حوض دونتس، في نهاية المطاف تفوقت على الإنتاج في منطقة الاورال. بدأ غرس القطن الروسي في آسيا الوسطى. في حين أن النمو الصناعي قد وقع لكنه كان من جانب واحد بسبب التشطيب والتصنيع كانت في الأراضي غير الروسية، باستثناء بولندا الروسية.
في أوكرانيا تحت الحكم القيصري، سنت المركانتيلية التشريعات 1720 من أجل تشجيع التجارة والتبادل التجاري في وسط وشمال غرب روسيا، على نحو فعال دمر التصنيع الأوكراني في المناطق الحضرية والتجار من القرن التاسع عشر. طوال القرن القادم، استفاد المنتجون المركزيون الروس من السياسة الجمركية على حساب المنتجين الحدوديين غير الروس. البرامج التي ترعاها الدولة في ظل الأنظمة القيصرية والسوفياتية المتقدمة الاستخراجية والثقيلة وبناء الصناعات وتشجيع الصادرات الزراعية. من ناحية أخرى، فإنها تهمل الصناعة الاستهلاكية، وتشطيب قطاعات الخدمات.في عام 1900، أنتجت أوكرانيا 52 في المئة من قطع حديد الإمبراطورية و20 في المئة من الحديد الصلب. بين عامي 1900 و1914، أنتجت أوكرانيا القيصرية في المتوسط 75 في المئة من صادرات حبوب الامبراطورية. وفي الوقت نفسه، الفلاحون، لا يزالون يستخدمون الأواني الفخارية والخشبية والمفصلات والمحاور، والاسقف المصنوعة من القش. تم الانتهاء من السلع المستوردة بأسعار باهظة التي حددتها روسيا، في حين أن أسعار المنتجات الصناعية كانت منخفضة. فلاديمير لينين، في المنفى في عام 1914، ذكر في كلمة القاها انها «[أوكرانيا] أصبح بالنسبة لروسيا ما كانت عليه أيرلندا لانكلترا: تستغل كثيرا ولا تتلقى شيئا في المقابل.» 
أوكرانيا السوفيتية، مع 19 في المئة من سكان الاتحاد السوفياتي، جمعت 8.4 في المئة فقط من السيارات السوفياتية، ولم يكن هناك مصنع واحد للفونوغراف. في عام 1989، سوى 50 في المئة من جميع المساكن وفقط 10 في المئة من المساكن الريفية كانت بها وسائل الراحة الحديثة (أنابيب المياه، والتدفئة المركزية والصرف الصحي).
عشية استقلال أوكرانيا ثمانية من الأحزاب الثلاثة عشر المشار إليها في البلاد باعتبارها تستغل «مستعمرة» في برامجها. بعد عام 1991 معظم المؤرخين الأوكرانيين وصفواأنفسهم ضحايا للاستعمار بينما وجه الأدبييون الانتباه إلى حالة الأمة «ما بعد الاستعمار». معظم المؤرخين الروس شدد على أن الأوكرانيين هم أيضا عملاء للإمبراطورية، وتميزت أوكرانيا مع المكانة التاريخية بأنها «شبه استعمارية». في حين أن الأكاديميين يختلفون حول ما إذا كانت السياسات المركزية «الروسية،» القيصرية، أو السوفياتي ومتعمدة «المضادة للالأوكرانية»، وعما إذا كانت التنمية التي لم تحدث كانت يستحق هذه التكلفة، ومعظم الروس وأقلية من السكان في أوكرانيا الصدد في البلاد الجمعية التاريخية مع روسيا بشكل إيجابي وينكر أنه كان ضحية للسلطة الاستعمارية الامبريالية الروسية.
انتهى استعمار الامبراطورية الروسية في 1917. يجادل البعض بأن السياسات السوفيتية غير الروسية في الجمهورية كما تم الاستعمارية في الطبيعة. الرأي العام العالمي لم ينظر في إعلان عام 1960 للامم المتحدة على «منح الاستقلال للبلدان والشعوب المستعمرة» ينطبق على الاتحاد السوفياتي. بشكل عام، العلاقة التاريخية بين الوضع السياسي من مختلف المنظمات غير المناطق الروسية تحت الحكم القيصري/السوفياتي والتنمية الاجتماعية والاقتصادية لا تزال موضوعا للجدل التي ينتظر التفصيلية المقارنة السياقية التوليف.